# ジェマ・ハウエル
ジェマ・ハウエル（Gemma Howell、1990年6月13日 - ）は、イギリスのスタッフォードシャー出身の柔道選手。階級は70kg級。身長165cm。

## 経歴
2008年のヨーロッパジュニア及び世界ジュニア57㎏級で3位になった。さらにU23ヨーロッパ選手権でも3位だった。2010年には世界選手権で7位になると、U23ヨーロッパ選手権で再び3位になった。その後階級を63kg級に上げると、2012年には地元開催のロンドンオリンピックに出場するが、初戦で世界チャンピオンであるフランスのジブリズ・エマヌに反則負けを喫した。2016年のリオデジャネイロオリンピックには、2014年にイスラエルからイギリスに国籍を変更してきたアリス・シュレジンガーとの代表争いに敗れて出場できなかった。その後階級を70kg級に上げると、2018年のヨーロッパ選手権で3位となった。2019年にはグランプリ・ブダペストとグランプリ・ザグレブで優勝、グランドスラム・バクーとグランドスラム・ブラジリアでは3位になった。2020年のグランドスラム・パリでも3位だった。2021年7月に日本武道館で開催された東京オリンピックでは初戦で敗れた。その後階級を63㎏級に下げると、2022年のグランドスラム・テルアビブで2位になった。ヨーロッパ選手権では優勝した。
IJF世界ランキングは3348ポイント獲得で18位(23/9/18現在)。

## 主な戦績
57kg級での戦績
- 2008年 - ヨーロッパジュニア　3位
- 2008年 - 世界ジュニア　3位
- 2008年 - U23ヨーロッパ選手権　3位
- 2010年 - 世界選手権　7位
- 2010年 - U23ヨーロッパ選手権　3位
- 2010年 - グランドスラム・東京　5位

63kg級での戦績
- 2012年 - グランプリ・バクー　3位
- 2012年 - ワールドカップ・ブカレスト　優勝
- 2012年 - ワールドカップ・タリン　優勝
- 2012年 - ワールドカップ・アピア　優勝
- 2012年 - グランプリ・青島　3位
- 2014年 - グランプリ・ザグレブ　3位
- 2014年 - ヨーロッパオープン・グラスゴー　優勝
- 2016年 - グランプリ・バクー　　2位

70kg級での戦績
- 2017年 - ベルギー国際　優勝
- 2017年 - グランプリ・アンタルヤ　3位
- 2017年 - グランプリ・カンクン　3位
- 2018年 - グランプリ・チュニス　3位
- 2018年 - ヨーロッパ選手権　3位
- 2018年 - グランプリ・フフホト　3位
- 2019年 - ヨーロッパオープン・プラハ　優勝
- 2019年 - グランドスラム・バクー　3位
- 2019年 - グランプリ・ブダペスト　優勝
- 2019年 - グランプリ・ザグレブ　優勝
- 2019年 - グランドスラム・ブラジリア　3位
- 2020年 - グランドスラム・パリ　3位

63kg級での戦績
- 2022年 -　グランドスラム・テルアビブ　2位
- 2022年 -　ヨーロッパ選手権　優勝
- 2022年 -　英連邦競技大会　2位

(出典、JudoInside.com)